# Der Schandfleck (Roman)
Der Schandfleck ist ein Roman (Bauernroman), den Ludwig Anzengruber 1876 als 26-teiligen Fortsetzungsroman in dem von ihm selbst redigierten zweiwöchentlich erscheinenden Familienblatt Die Heimat veröffentlicht hat. Die erste Buchausgabe folgte 1877 im Wiener Verlag Rosner.
Der Roman erzählt die Geschichte der jungen Leni Reindorfer, einer österreichischen Bauerntochter, der durch ihre – vom Ziehvater aus Scham geheim gehaltene – außereheliche Geburt große persönliche Herausforderungen auferlegt werden. So muss sie etwa damit fertigwerden, dass sie den Mann, den sie liebt, nicht heiraten kann, weil sich herausstellt, dass dieser ihr eigener Halbbruder ist. Leni verlässt ihr Zuhause und gestaltet ihr Schicksal selbst, findet am Ende aber auch Versöhnung mit ihrem Ziehvater, der entdecken muss, dass sein „Kuckuckskind“ sein im sozialen Sinne einzig wahres Kind ist.

## Handlung
Ort der Handlung ist das fiktive österreichische Bergdorf Langendorf, die Zeit zunächst die 1850er Jahre.
Kapitel 1–3. Joseph und Rosalia Reindorfer sind angesehene Bauern, die bereits zwei heranwachsende Kinder haben: den 16-jährigen Leopold und die 14-jährige Elisabeth. Die Handlung setzt mit der Geburt eines dritten Kindes ein, Magdalene („Leni“), die nicht Josephs Kind ist, sondern in einem Seitensprung mit Florian gezeugt wurde, dem leichtlebigen unehelichen Sohn des Nachbarn Matthias Herlinger. Rosel ist über ihre Schande vollkommen vernichtet und würde das Kind, dem sie nie mütterliche Gefühle entgegenbringen wird, am liebsten in einem Kloster aufziehen lassen. Joseph will jedoch jedes Gerede, das aus einer Abschiebung des Kindes entstehen würde, vermeiden. Auch möchte er seine Frau bestrafen, indem er ihr die Frucht ihrer Untreue an jedem Tag ihres verbleibenden Lebens leibhaftig vor Augen stellt.
Seine Bereitschaft, sich mit der Untreue seiner Frau und dem Kuckuckskind abzufinden, wird herausgefordert, als der Nachbar, Matthias, im Sterben liegt und sich vom Pfarrer überreden lässt, Florian als sein Kind anzuerkennen und zum Erben seines Betriebes, einer Mühle, einzusetzen. Florian, der bis dahin meist in der Stadt gelebt hat, reist an, lässt sich als Müller nieder und heiratet seine Geliebte Lois Kaufmann, mit der er zu diesem Zeitpunkt bereits einen Sohn hat, Flori.
Kapitel 4–11. Sechs Jahre später. Leni und Flori, die nicht wissen, dass sie Halbgeschwister sind, begegnen einander und werden Freunde. Als Joseph dies erfährt, verbietet er Leni den Umgang mit dem Nachbarssohn, was zur Folge hat, dass die Kinder sich nun nicht mehr offen, sondern nur noch heimlich treffen. Täglich sehen sie sich allerdings in der Dorfschule.
Weitere 13 Jahre später. Seit Leni und Flori nicht mehr zur Schule gehen, haben sie sich nur noch aus großer Ferne gesehen. Als sie sich zufällig erneut begegnen, erkennen beide, dass aus ihrer wechselseitigen Kindheitszuneigung Liebe geworden ist. Floris Vater, Florian, erfährt als Erster von dieser Romanze und ist zwar alarmiert, beschließt aber, ahnungslos zu tun und die undankbare Rolle desjenigen, der das Glück der beiden jungen Leute zerstören soll, ganz Joseph zu überlassen. Floris Mutter weiß nichts von der Vaterschaft ihres Mannes an Leni und glaubt, Joseph sei deshalb immer gegen den Umgang der Kinder gewesen, weil zwischen ihm und Florian irgendeine uralte Feindschaft bestehe. In solcher Naivität geht sie zu Lenis Eltern, um für eine Verbindung der beiden jungen Menschen zu bitten. Joseph weist sie ab.
Als Leni im Anschluss an diesen vergeblichen Vermittlungsversuch Joseph inständig darum bittet, ihr die Wahrheit zu sagen, warum sie Flori nicht heiraten soll, schenkt er ihr reinen Wein ein: Sie, Leni, sei nicht sein leibliches Kind und Flori sei ihr Halbbruder. Auch Flori erfährt wenig später die ganze Wahrheit.
Kapitel 12–15. Leni will unter diesen Umständen nicht mehr im Dorf bleiben und macht sich auf den Weg in die Kreisstadt, wo ein Onkel sie vorübergehend aufnimmt, aber nicht behalten kann. Dann besteigt sie einen Zug nach Wien, wo sie sich eine Stellung suchen will.
Im Zugabteil wird sie von einem Fremden angesprochen, dem alten Haldbauer, der zu seinem Schwiegersohn reist, dem offenbar weithin bekannten „Grasbodenbauer“ in Föhrndorf. Dieser Grasbodenbauer habe, wie er berichtet, eine 11-jährige Tochter, die krank sei und, da die Mutter nicht mehr lebt, eine geduldige Wärterin und Gesellschafterin brauche. Leni will diese Arbeit gern übernehmen und begleitet ihn. Sie lernt den Grasbodenbauern, eigentlich Kaspar Engert, und die kleine Burgerl kennen, die eine exzentrische kleine Person ist, Leni aber auf Anhieb in ihr Herz schließt.
Burgerl lebt unter der liebevollen Betreuung mehr und mehr auf und beginnt sogar zu genesen. Zwischen Leni und Kaspar entsteht eine scheue Liebe, die sich lange Zeit keiner von ihnen eingestehen will. Auch als Heiner, der Großknecht, Leni den Hof zu machen beginnt und Kaspars Eifersucht weckt, will dieser nicht wahrhaben, was wirklich in ihm vorgeht. Zum Kirchweihfest schenkt er Leni ein Seidentuch und einen Korallenschmuck – kostbare Gaben, die eigentlich für eine Bäuerin angemessen wären. Das Gesinde beginnt zu tuscheln.
Kapitel 16–18. Während Leni bereits auf dem besten Wege ist, ihre Liebesenttäuschung zu überwinden, wird Flori davon vollständig aus der Bahn geworfen. Ein Flirt, den er mit Lenis Freundin, der Kleehuber Franzl, versucht, bringt ihm keinen Trost. Er entwickelt sich zu einem wilden Kerl, gerade wie sein Vater es einmal war, jagt Schürzen und sucht mit aller Welt Händel. Einer seiner Saufbrüder, der Kalkbrenner Jackerl, flüstert ihm die Idee ein, zum Leutenberger Urban nach Zirbendorf zu gehen. Dies sei der stärkste und wildeste Kerl weit und breit; ein Sieg in einem Zweikampf mit Urban werde, so meint der Kalkbrenner, die Selbstzweifel, die Flori so quälen, ein für alle Mal heilen.
Flori findet Urban und verabredet sich mit ihm für den folgenden Tag zu einem Zweikampf. Tatsächlich kommt es zu ihrer Schlägerei aber noch am selben Tag, nachdem Flori Zeuge wird, wie Urban das erst 13-jährige Everl Fehringer zur Liebe zu zwingen versucht. Flori rettet Everl, wirft sich in den Kampf mit Urban und stürzt – in voller Absicht – gemeinsam mit seinem Widersacher in eine Schlucht, wo beide den Tod finden.
Zur selben Zeit liegt auf dem Reindorferhof Rosel, Lenis Mutter, im Sterben. Joseph nutzt diese letzte Gelegenheit, die ihm noch bleibt, und verzeiht ihr den Ehebruch. Versöhnt nehmen die Eheleute Abschied voneinander. Nach der Beerdigung, die wegen Floris Tod zu einer Doppelbeerdigung wird, schließt Joseph auch mit Florian Frieden.
Kaspar erzählt Leni von seiner unglücklichen Ehe und gibt ihr damit einen Schlüssel zu seiner eigenen Problematik. Leni deutet an, dass auch sie in puncto Liebe ein gebranntes Kind ist. Von Lenis unerfüllter Liebe zu Flori erfährt Kaspar, als ein Zeitungsartikel von dem tödlichen Raufhandel in Zirbendorf berichtet und Leni bei der Lektüre in Tränen ausbricht. Auch Leni glaubt in diesem Augenblick, dass die Liebe ihr nie wieder möglich sein wird.
Kapitel 19–20. Florian Senior und seine Frau, die in tiefer Trauer um Flori sind, wollen Leni, die nun ja Florians einziges verbliebenes Kind ist, zu sich nehmen. Leni jedoch empfindet Joseph Reindorfer als ihren wahren Vater und will mit den Müllersleuten nichts zu tun haben.
Dass Kaspar Leni auch zu Weihnachten reiche Geschenke macht, wie sie einer Bäuerin würdig wären, vermehrt den Klatsch und die Witzeleien des Gesindes bis zum Unerträglichen. Um dem Gerede Einhalt zu gebieten, konfrontiert der alte Haldbauer seinen Schwiegersohn und legt ihm nahe, Leni zu heiraten. Leni hält den Ansturm widersprüchlicher Gefühle, die sich ihrer nun bemächtigen, nicht mehr aus und versucht, vom Hof zu fliehen. Kaspar fängt sie aber ab und bittet sie um ihre Hand. Dass Leni, wie sie ihm nun berichtet, unehelich geboren ist, ändert an seinem Entschluss, sie zu seiner Bäuerin zu machen, überhaupt nichts. Der Schicklichkeit wegen übersiedelt Leni, gemeinsam mit Burgerl, bis zur Hochzeit auf den Haldbauernhof zu Kaspars Schwiegervater.

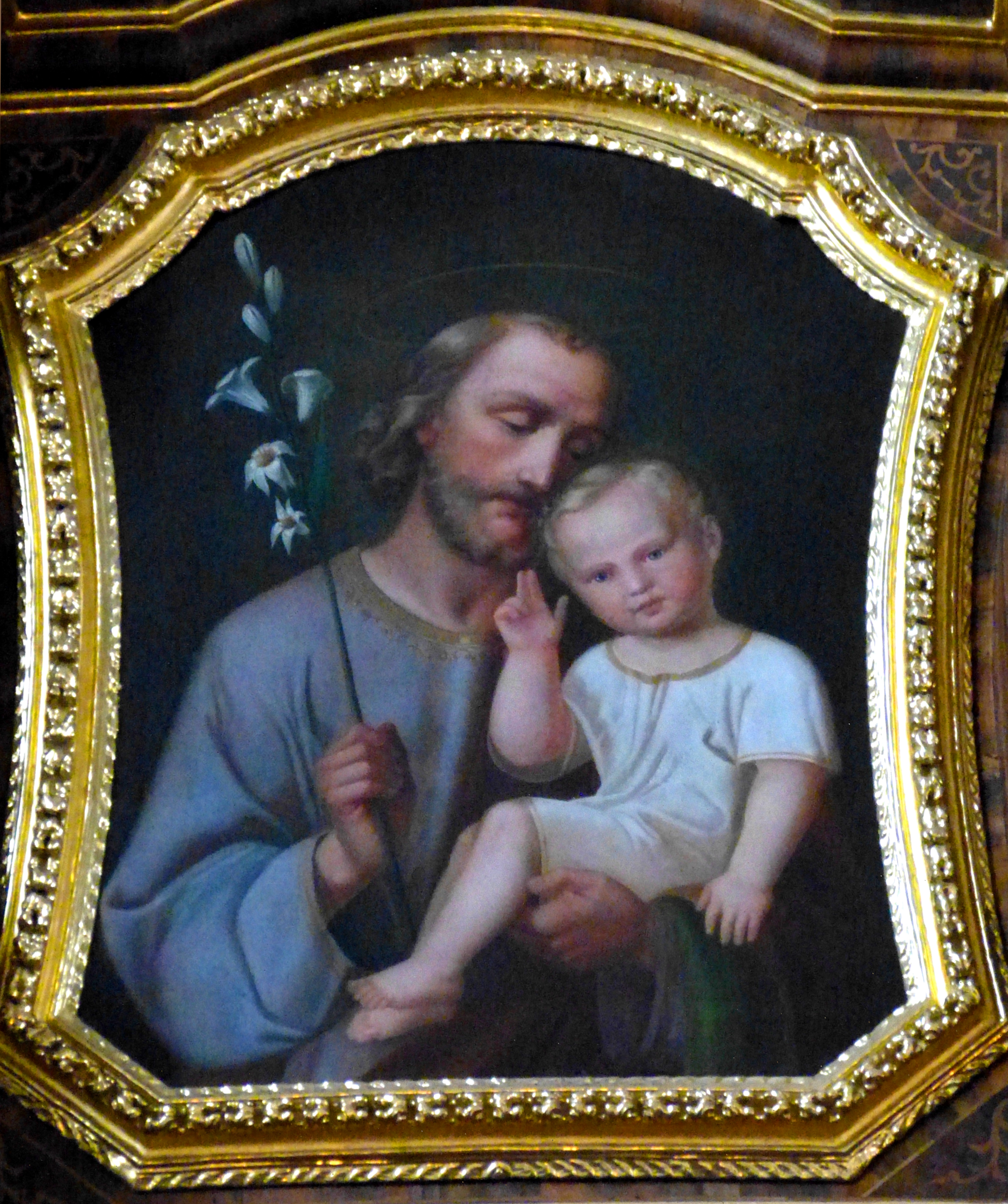
Josef mit dem Jesuskind (eine österreichische Darstellung)

Kapitel 21–24. Kaspar besucht Leni dort heimlich. Ihre Vorfreude darüber, dass Kaspar bald ihren Ziehvater Joseph Reindorfer kennenlernen wird, nimmt Kaspar als Aufforderung, seinen künftigen Schwiegervater aufzusuchen, um bei ihm direkt um Lenis Hand anzuhalten. Die beiden Männer verstehen sich prächtig, auch wenn Joseph bedauert, Leni, um seine leiblichen Kinder nicht zu benachteiligen, keine Mitgift geben zu können. Als Joseph erkennen lässt, dass er Lenis außereheliche Geburt nicht nur als Rosels, sondern vor allem auch als seinen eigenen „Schandfleck“ empfinde, hält Kaspar ihm entgegen: „Mein Gott, du bist nit schlechter wie der heilig’ Joseph, der Nährvater.“ (S. 290)
Auf dem Reindorferhof haben Leopold und Sepherl inzwischen geheiratet und den Hof übernommen. Da Sepherl dem Schwiegervater die frühere Ablehnung nachträgt, wird Josephs Position dort von Tag zu Tag schlechter. Als Leni und Kaspar ihn einladen, zu ihrer Hochzeit nach Föhrndorf zu kommen, untersagen die Kinder ihm die Reise. Sie nehmen ihm übel, dass er sich mit dem reichen Grasbodenbauer getroffen hat, ohne sie einzubeziehen, und fürchten, dass ein Kontakt zu einem so mächtigen Schwiegersohn Josephs Position erneut stärken würde. Später unterschlägt Sepherl auch die Briefe, die Leni ihrem Vater schickt. Als die Situation unerträglich wird, flieht Joseph zu seiner inzwischen ebenfalls verheirateten Tochter Elisabeth. Doch auch diese will ihn nicht haben.
Zu Fuß macht Joseph sich schließlich auf den langen Weg nach Föhrndorf zu Leni und Kaspar, die inzwischen verheiratet sind. Er wird dort liebevoll aufgenommen, stirbt jedoch bereits am Tag nach seiner Ankunft an der Erschöpfung. Ein Jahr später bringt Leni ihr erstes Kind zur Welt, einen Sohn, der auf den Namen „Joseph“ getauft wird.

## Figuren
LeniMagdalene Reindorfer ist nicht das leibliche Kind von Joseph Reindorfer, erweist sich im Laufe der Romanhandlung aber als sein „wahres“ Kind. Ihre herausragenden Charakterzüge, der von Kaspar Engers Schwiegervater während der gemeinsamen Zugreise schon nach kürzester Bekanntschaft bemerkt werden, sind ihre Fähigkeit zur Affektkontrolle und ihr unermüdliches Streben, sich anderen Menschen angenehm zu machen. Nachdem Leni erfährt, dass Flori ihr Halbbruder ist, verwandeln ihre Gefühle für ihn, die anfangs echte Verliebtheit sind, sich in geschwisterliche Zuneigung. Einen Rückschlag lebt sie, als Flori umkommt. Da trauert sie erneut um den verlorenen Geliebten und glaubt, nie wieder lieben zu können.
Adolphine Bianka Ernst hat Leni aufgrund ihrer außerordentlichen Charakterfestigkeit mit der Figur der Anna Birkmeier in Anzengrubers Schauspiel Der Pfarrer von Kirchfeld verglichen. Doch sei Leni „viel feiner organisiert, zurückhaltender, weniger impulsiv.“
Joseph ReindorferDer Reindorfer ist zum Zeitpunkt von Lenis Geburt mit seinen 55 Jahren bereits ein alternder Mann. Die eigenen Kinder stehen ihm von Anfang an nicht sehr nahe. Umso mehr bemüht Leni sich um seine Anerkennung und Liebe. Obwohl er an ihrer außerehelichen Geburt unschuldig ist, empfindet er sie als unheilbaren „Schandfleck“ auf seiner Mannesehre. Anstatt sie abzuschrecken, wecken seine Zurückweisungen in Leni jedoch den Wunsch, ihm zu gefallen. Je älter sie wird, umso deutlicher erkennt Joseph, was er an ihr hat, und beginnt schließlich, Leni mit echter Wärme zu begegnen. Hans Rohl hat die Figur des Joseph Reindorfer aufgrund der tragischen Fehleinschätzung, die ihn bei den eigenen Kindern unterläuft, mit Shakespeares König Lear verglichen.
Florian HerlingerDer uneheliche Sohn des alten Müllers Matthias Herlinger, eines Nachbarn der Reindorfer. Matthias hatte als junger Mann die Kathrin Weninger geliebt, sie aber nicht heiraten dürfen, weil die Eltern zur Schwiegertochter unbedingt eine Müllerstochter wollten. Das in der Verbindung mit Kathrin bereits gezeugte Kind, Florian, kam damit unehelich zur Welt und entwickelte sich später zu einem leichtsinnigen und liederlichen Herumtreiber. Er lebt zunächst in der Stadt, von wo er gelegentlich zu Besuch kommt. Bei einem dieser Besuche hat er die Reindorferin geschwängert. Dass Leni sein eigenes Kind ist, erkennt er bald anhand der offensichtlichen äußerlichen Ähnlichkeit, zieht daraus aber keine Konsequenzen.
LeopoldReindorfers Sohn. Leopold liebt Melzers Josepha („Sepherl“), die von seinem Vater als Schwiegertochter abgelehnt wird, weil sie arm ist. Auch ist Sepherls Reputation schlecht; aus einer früheren Liebschaft hatte sie ein Kind geboren, das allerdings nicht überlebt hat. Sepherls Mutter möchte die Tochter, um den Makel reinzuwaschen, gern mit Leopold verheiraten. Josephs Widerwillen gegen Sepherl geht sogar so weit, dass er bereit ist, den Sohn zu enterben. Obwohl Leopold Sepherl beim Poussieren mit dem Krämer-Alois ertappt, will er nicht von ihr lassen. Da er wenig später als Reservist zur Landwehr eingezogen wird, kann eine Eskalation des Konflikts zwischen Vater und Sohn erst einmal vermieden werden. Nach dem Tod von Rosel Reindorfer fehlt auf dem Hof verzweifelt die Bäuerin, sodass Joseph seinen Widerstand gegen Sepherl am Ende aufgibt. Leopold und Sepherl heiraten. Elisabeth, Leopolds Schwester, bleibt der Hochzeit fern, weil sie Sepherl immer abgelehnt hat. Leni wurde angesichts der räumlichen Entfernung gar nicht erst benachrichtigt. Die bis dahin leichtlebige Sepherl entwickelt sich, nachdem sie und Leopold den Hof übernehmen, zu einer effizienten und resoluten, ja unerbittlich harten Bäuerin.
Kaspar EngertDer Grasbodenbauer ist deshalb weithin bekannt, weil er einer der reichsten Bauern der Region ist. Die Haldbauer Lois, Burgerls Mutter, hatte seine Mutter ihm als Braut bestimmt. Kaspar war einverstanden gewesen, weil er Lois anfangs wirklich geliebt hatte. Lois jedoch hatte seine Zuneigung nie erwidert und war noch am Tage vor der Hochzeit zu einem anderen Mann gelaufen. Kaspar hatte ihr dann seine Liebe nicht mehr offen gezeigt, was Lois aber ebenso wenig recht gewesen ist. Schließlich hatten sie nur noch gestritten. Kaspar hat durch diese Erfahrung sein Vertrauen zu den Frauen verloren, was ihm auch das Eingeständnis lange Zeit schwer macht, dass er Leni liebt. Über alles liebt er jedoch seine Tochter Burgerl. Um sie trotz ihrer Behinderung bei sich behalten zu können, ist er bereit, viel Kritik zu erdulden.
BurgerlWalburga („Burgerl“) Engert ist die 11-jährige Tochter des Grasbodenbauers. Sie leidet am „Veitstanz“, einer schweren Nervenkrankheit, die sie offenbar durch ein Trauma erworben hat. Als Sechsjährige hatte sie, mit der Mutter auf einer Wiese alleingelassen, miterleben müssen, wie die Mutter starb. Seitdem fürchtet sie sich vor Friedhöfen und vor allem, was mit dem Tod zu tun hat. Außerdem hat sie angesichts ihrer Behinderung häufig unfreiwillig die Bemerkungen von Leuten mitanhören müssen, die meinten, dass sie besser dran wäre, wenn sie tot wäre. Burgerl geht wegen ihrer Krankheit nicht zur Schule, sondern wird vom Schullehrer auf dem Hof ihres Vaters unterrichtet. Unter Lenis liebevoller Pflege verbessert ihre Gesundheit sich stetig. Vollständig geheilt werden ihr Trauma und ihre Krankheit jedoch, als sie im vorletzten Kapitel am Sterben von Lenis Vater Joseph teilnimmt. Gemeinsam mit Leni und Kaspar sitzt sie an seinem Sterbebett und übernimmt anschließend auch die Totenwache. Diese Übernahme von Verantwortung, mit der sie als Sechsjährige noch überfordert war, lässt sie reifen und macht sie zu einer gesunden Erwachsenen.

## Thematik und Interpretation
Anzengruber verwendete in diesem Roman erstmals in seinem Werk das Motiv des Mädchens, das über Schwierigkeiten und Widerstände hinweg sein Glück macht. Erneut erscheint dieses Motiv in seinem zweiten und noch bedeutenderen Roman, Der Sternsteinhof.
Der Schandfleck hat eine starke moralische Botschaft. Anzengruber versucht darin aufzuweisen, dass die Herkunft eines Kindes nichts über Charakter und moralischen Wert sagt. Die Tochter Leni, die dem Bauern Reindorfer untergeschoben wurde und ihm zunächst als „Schandfleck“ auf seiner Mannesehre erscheint, erweist sich im späteren Verlaufe der Handlung als „sein frisch grün Ehrenpreis“ (S. 314); es sind seine leiblichen Kinder, die ihn im Stich lassen. Während Flori, der sich als Lenis Halbbruder erweist, am Scheitern seiner Liebeshoffnung zerbricht, geht Leni an dem Wissen um ihre eigentliche Abstammung keineswegs zugrunde, sondern erweist sich als stark genug, um damit zu leben.

## Entstehung, Veröffentlichung und Überarbeitung
Anzengruber schrieb den ersten seiner beiden Romane, Der Schandfleck, im Alter von 35 Jahren. Vorausgegangen war bereits eine Reihe von – wenig erfolgreichen – Erzählungen. Umso mehr Aufmerksamkeit hatte Anzengruber zu diesem Zeitpunkt schon mit einigen seiner Bühnenstücke (Der Pfarrer von Kirchfeld, 1870; Der Meineidbauer, 1871; Die Kreuzelschreiber, 1872; Der G'wissenswurm, 1874) erlangt. Dem Roman wandte er sich zu, als die Theaterverhältnisse in Wien sich in der zweiten Hälfte der 1870er Jahre verschlechterten und auch seine Dramen immer weniger nachgefragt waren.
Die Erstveröffentlichung folgte über sämtliche Hefte des ersten Jahrgangs der Literaturzeitschrift Die Heimat hinweg, die Anzengruber selbst redigierte. Er führte dieser Zeitung noch bis zum Mai 1885.
1881/1882 überarbeitete Anzengruber den Roman noch einmal. Die dabei entstandene neue Version weicht von der ursprünglichen insbesondere in der zweiten Hälfte ab. Veröffentlicht wurde sie erstmals 1884.

## Ausgaben (Auswahl)
- Der Schandfleck. Rosner, Wien 1877.
- Der Schandfleck. Breitkopf und Härtel, Leipzig 1884 (überarbeitete Fassung).
- Der Schandfleck. Adamant, 2002, ISBN 978-0-543-78208-3 (Anzengrubers Werke: Teil 12).

Eine von Bayard Quincy Morgan verfasste englische Übersetzung wurde in den Vereinigten Staaten 1949 unter dem Titel The Blot of Shame veröffentlicht.

## Verfilmungen
- Der Schandfleck, Spielfilm, Österreich-Ungarn 1917, Drehbuch und Regie: Luise Kolm-Fleck, Jacob Fleck, mit Liane Haid (Leni), Karl Ehmann, Anton Tiller, Hans Rhoden u. a.
- Der Schandfleck, Spielfilm, Deutschland/Österreich 1956, Drehbuch: Herbert B. Fredersdorf, Ernest Stefan Nießner, Regie: Herbert B. Fredersdorf, mit Gerlinde Locker (Leni), Heinrich Gretler (Josef Reindorfer), Hans von Borsody (Florian) und Armin Dahlen (Almbodenbauer)
- Der Schandfleck, Fernsehfilm, Österreich 1967, Drehbuch: Traute Frisch, Regie: Wolf Dietrich, Gretl Löwinger, mit Sissy Löwinger, Karl Krittl, Wolfgang Lesowsky und Walter Scheuer.
- Der Schandfleck, Fernsehfilm, Deutschland/Österreich 1999, Drehbuch: Julian Pölsler, Franz Xaver Sengmüller, Regie: Julian Pölsler, mit Bernadette Heerwagen, Hans-Michael Rehberg, Manfred Zapatka und Francis Fulton-Smith.